# 米罗蒙 (瓦兹省)
米罗蒙（法語：Mureaumont，法語發音：[myʁomɔ̃]）是法国瓦兹省的一个市镇，属于博韦区。

## 地理
米罗蒙（49°37'45"N, 1°46'37"E）面积4.74 平方千米，位于法国上法蘭西大區瓦兹省，该省份为法国北部内陆省份，北起索姆省，西接厄尔省和滨海塞纳省，南至塞纳-马恩省和瓦兹河谷省，东临埃纳省。
与米罗蒙接壤的市镇（或旧市镇、城区）包括：卢厄斯、康波、埃尔讷蒙布塔旺、奥梅库尔、圣阿尔努、福尔默里。

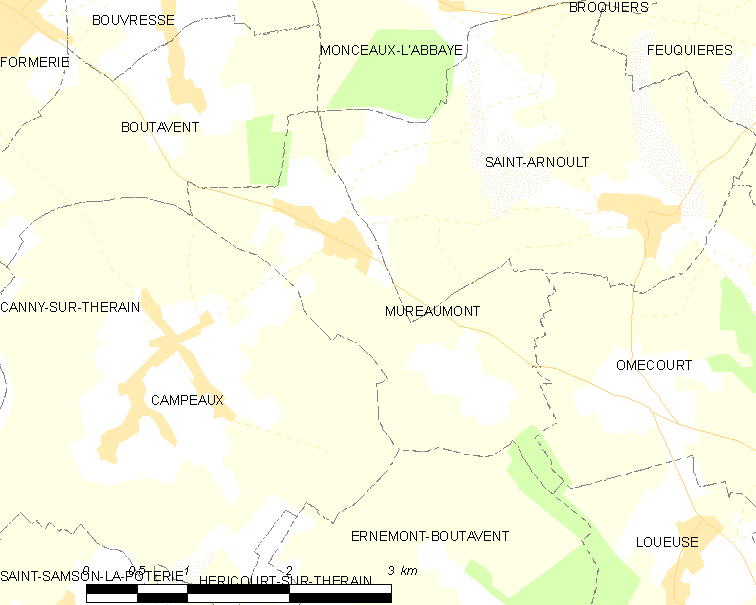
的OSM定位图

米罗蒙的时区为UTC+01:00、UTC+02:00（夏令时）。

## 行政
米罗蒙的邮政编码为60220，INSEE市镇编码为60444。

## 政治
米罗蒙所属的省级选区为格朗维利耶县。

## 人口

1962-2008年间人口变化图示

米罗蒙于2022年1月1日时的人口数量为140人。